# Otchakov (croiseur, 1902)
Pour les autres navires du même nom, voir Otchakov (croiseur).
L’Otchakov, (en russe : Очаков), est un croiseur protégé de classe Bogatyr de la Marine impériale de Russie dont l’équipage prit part au soulèvement de Sébastopol en novembre 1905 au cours de la première Révolution russe de 1905.
L’Otchakov, baptisé en souvenir de la bataille d'Otchakov contre les Turcs, a été construit au chantier de Sébastopol. L’architecte naval de l’Otchakov était Nikolaï Iankovsky.
Rebaptisé plusieurs fois, il a entre autres été intégré à la Flotte de l'Armée blanche pendant la Guerre civile russe qui a suivi la Révolution d'octobre.

## Historique
La construction de l’Otchakov débuta le 13 août 1901, il fut lancé le 1er octobre 1902. Avec son sister-ship le Pamiat Merkouria il fut affecté à la flotte de la mer Noire.

### Mutinerie à bord de l’Otchakov

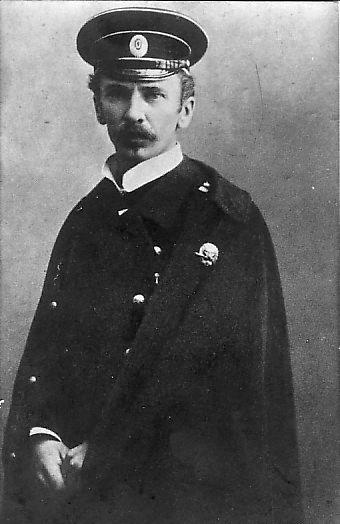
Lieutenant Piotr Petrovitch Schmidt

Le 18 octobre 1905, le lieutenant Piotr Petrovitch Schmidt se mit à la tête de manifestations à Sébastopol pour exiger la libération des prisonniers de la prison centrale. Il prononça un discours deux jours après, le 20 octobre 1905, au cours de l’inhumation des huit personnes tuées pendant les émeutes. Ce discours est connu sous le nom de Serment de Schmidt : 
« Je jure que nous cèderons jamais à personne un seul pouce de nos Droits de l’Homme. »
Le même jour, le lieutenant fut arrêté, démis de ses fonctions et mis à la retraite avec le grade de capitaine de 2e classe (grade correspondant à celui de lieutenant-colonel dans l’infanterie ou l’armée de l’air).

Le 14 novembre 1905, Schmidt fut l’instigateur d’une révolte à bord de l’Otchakov et d’autres bâtiments de guerre de la flotte de la mer Noire, comme le Potemkine. Le lieutenant se déclara lui-même commandant de la flotte de la mer Noire, ce qui donna le signal du soulèvement. Ce même jour, il envoya un télégramme à Nicolas II :
« La flotte de la mer Noire, fidèle à sa nation, exige de vous, prince, la convocation immédiate de l’Assemblée constituante, la révocation de vos ministres. P. Schmidt, commandant de la flotte. »
Le lendemain, la rébellion fut matée. Le lieutenant Schmidt fut traduit devant un tribunal pénal international, condamné à mort et fut exécuté, le 6 mars 1906, sur l’île de Berezan (île de la mer Noire). Nikita Grigorievitch Antonenko (1881-1906), membre du Comité révolutionnaire de l’Otchakov, et A. Gladkov furent également exécutés.

### LeKagoul
Le 25 mars 1907, il reçut le nom de Kagoul (Кагул, commémorant une victoire russe sur les armées ottomanes à Cahul). Le navire ayant porté jusqu’à lors ce nom fut renommé Pamiat Merkouria. Le nouveau Kagoul fut modernisé à Sébastopol et reçut de nouveaux canons de 16 - 130 mm.

### Révolution et guerre civile
Le 31 mars 1917, le Kagoul retrouva son ancien nom d’Otchakov. Le 24 novembre 1918, l’Otchakov fut capturé par les Allemands occupant Sébastopol et intégré dans la Marine impériale allemande.
Les Britanniques se saisirent du croiseur le 24 novembre 1918, et il fut inscrit dans les forces navales des armées blanches : la flotte de l'Armée blanche. On lui attribua le nom de Général Kornilov, en mémoire du général Lavr Kornilov, en septembre 1919.
Le 14 novembre 1920, le Général Kornilov quitta Sébastopol avec la Marine de l’Armée Blanche (1920-1924), mais fut interné par les autorités françaises à Bizerte, le 20 décembre 1920. En 1924, après la reconnaissance de l’URSS par la France, le navire fut officiellement restitué à l’union soviétique mais resta à rouiller à Bizerte.
Le Général Kornilov fut démantelé en 1933.

### Notes et références

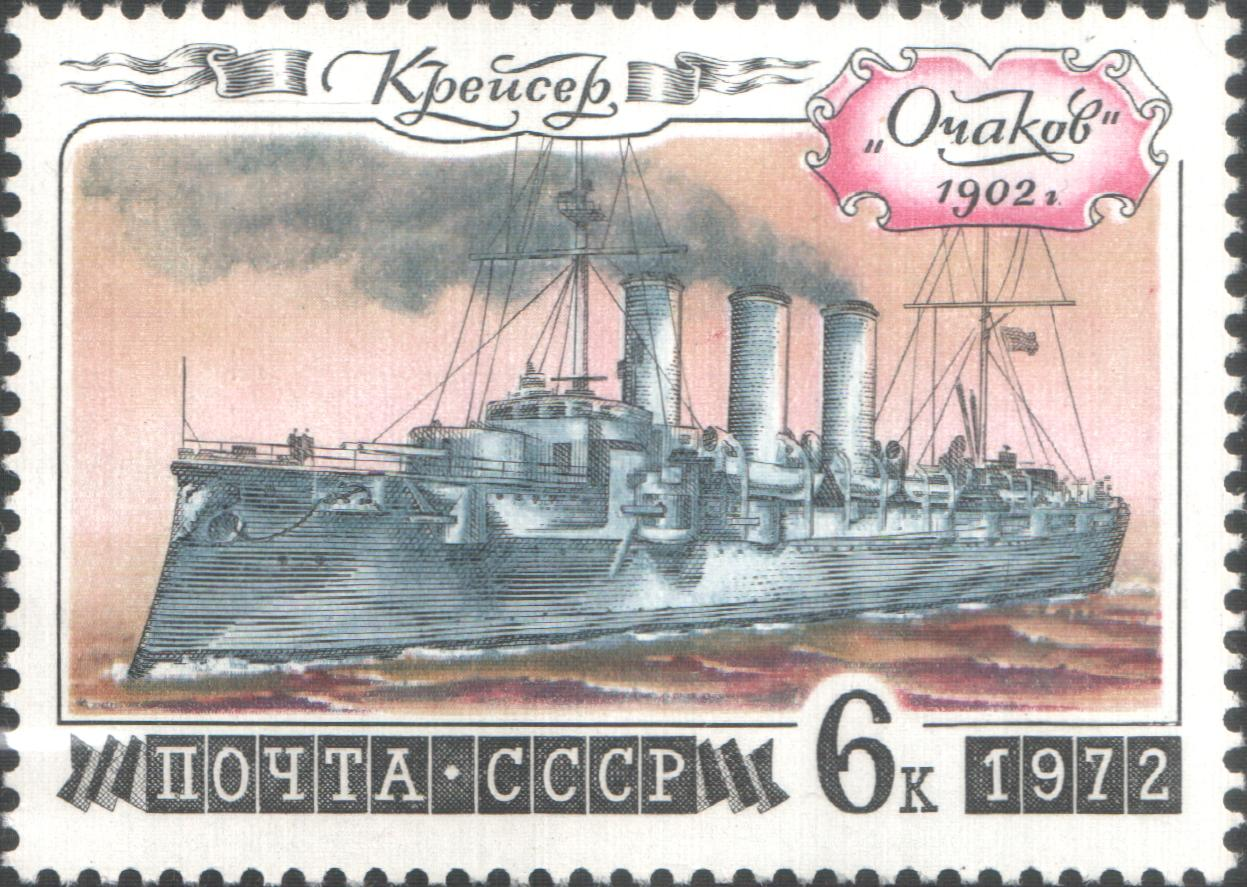
Timbre d’URSS représentant l’Otchakov (1972)

## Sources
- (ru) Cet article est partiellement ou en totalité issu de l’article de Wikipédia en russe intitulé « Очаков (бронепалубный крейсер) » (voir la liste des auteurs).